# 키메라 (유전학)

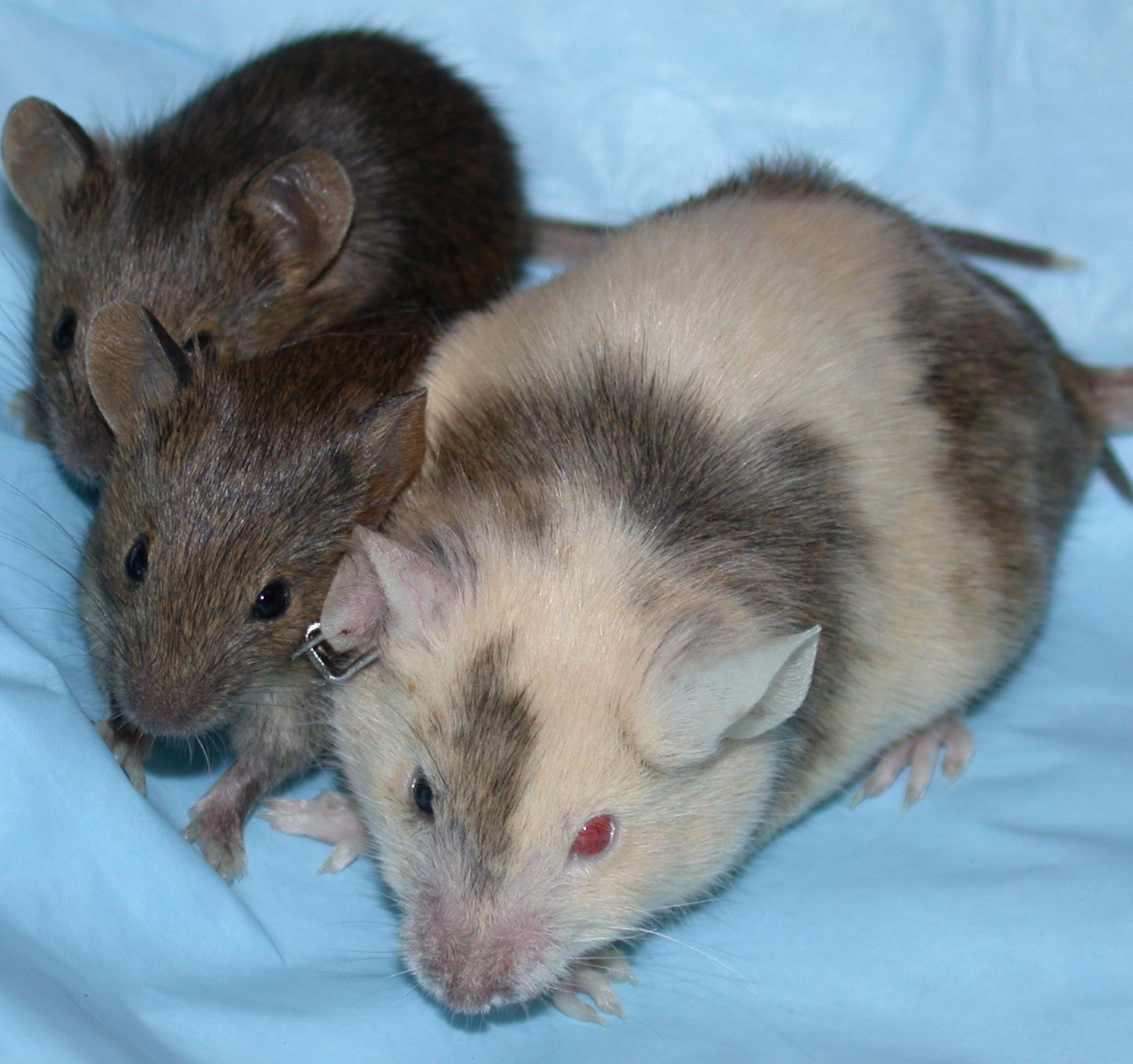
키메라 생쥐, 쥐 한마리에 검은색과 흰색 DNA 형질이 공존하고 있다.

키메라(영어: genetic chimerism, chimera, chimaera)는 생물학에서 하나의 생물체 안에 서로 다른 유전 형질을 가지는 동종의 조직이 함께 존재하는 현상을 뜻한다. 그리스 신화에 등장하는 머리는 사자, 몸통은 염소, 꼬리는 뱀으로 이루어진 괴물 키마이라에서 유래했다. 서로 다른 종의 동식물 나아가서는 인간과 동물의 융합도 진행 중이다. 인간과 동물의 세포 융합의 경우 윤리적으로 논란이 되고 있다.

## 정의
하나의 생물체 안에 유전 형질이 다른 세포가 함께 존재하는 경우 그것을 키메라라고 한다. 자연발생적으로 키메라 형태로 존재하는 종도 있으나, 과학의 발전으로 세포 융합 기술을 통해 인위적으로 키메라를 만들어내기도 한다. 유전자 조성이 서로 다른 두 개체의 교잡(교배)을 통해 새로운 형질로 태어나는 잡종과는 달리 키메라는 여러 가지 염색체가 한 몸에 독립적으로 존재한다.

## 어원
키메라(chimera)는 그리스어 키마이라(Χίμαιρα,Khimaira "암염소")의 영어식 발음으로 그리스 신화에 등장하는 괴물 키마이라에서 유래되었다. 신화 속의 키마이라는 앞은 사자, 몸은 염소(혹은 양), 뒤는 뱀(혹은 용)의 조합으로 이루어진 머리가 셋 달린 괴물이다. 이 괴물의 이름이 현재 생명 과학에서 불린 것은 1919년 함부르크 대학의 교수였다 1920년 함부르크 대학교의 식물학 교수 한스 빙클러가 만든 말이다 그래서 이 글은 맞지않다
1907년 독일 생물학자 한스 빙클러가 접목 잡종 연구 중 그 모습에서 키메라를 연상하여 명명한 것이 처음이다.

## 생명과학
키메라는 생물학적으로 동일개체 내에 유전자형이 다른 세포와 조직이 같이 존재하는 상태를 말한다. 발생기작과 유전자 발현의 연구, 성분화, 사람의 유전자질환의 원인규명과 치료법의 개발, 다른 종간 잡종의 작출 등의 용도로 이용된다.

### 세포융합
서로 다른 종의 DNA라도 배아 상태의 세포핵을 분리해내 결합하여 다시 세포막 안에 넣으면 각 형질이 독립적으로 존재하면서 함께 분열된다. 필요한 어떤 역할을 하는 DNA를 다른 유전자에 삽입하여 생산해낸다. 제한효소를 이용하여 DNA를 자르고, 재조립 후 리가아제를 이용하여 붙인다. 대량생산을 위해서 박테리아를 이용하기도 한다.

### 식물
- 포마토

### 동물

#### 검은쥐 흰쥐

검은쥐와 흰쥐의 키메라

#### 키메라 쥐(RAT 췌장 가진 MOUSE)
일본 도쿄대 줄기세포재생의학연구소장인 나카우치 히로미츠 교수는 췌장을 만들지 못하도록 유전자를 조작한 생쥐(mouse) 배아에 흰쥐(rat)의 줄기세포를 주입해 흰쥐의 췌장을 가진 생쥐를 만드는 데 성공했다고 유럽인간유전학회 연례회의에서 최근 발표했다. 

#### 인간 형질을 갖는 동물
유선세포를 이용하여 동물의 젖에서 인간에게 필요한 성분이 나오게했다. 암양에게 '알파1 항 트립신'이, 암소에게서 '락토페린'이 나오게 하는 연구가 완성되어 시행중이다.

## 같이 보기
- 레트론
- 배니싱 트윈